# ロッテのおもちゃ!
『ロッテのおもちゃ!』は、葉賀ユイによる日本の漫画作品。『電撃「マ)王』(2011年12月号より『電撃マオウ』に改称)(アスキー・メディアワークス)2007年8月号から2014年2月号まで連載。2011年4月から6月まで、『アスタロッテのおもちゃ!』のタイトルでテレビアニメ版が放送された。

## 概要
ヒロインたちの一見可愛いらしくも際どいコスチュームや、昼ドラのように複雑で背徳的な人間関係、性行為をはじめとする下ネタなどを盛り込みつつも、嫌みがなく憎めない登場人物たちの可愛らしさや、明るく楽しいラブコメディとしての作風を前面に押し出した内容となっている。作者の葉賀ユイは、「いやらしい」のではなく「可愛い」の範疇から出ないような作風を目指したと説明しており、性的な内容でも下品にならないような雰囲気作りが志向されている。

## あらすじ
妖魔族の住む世界・妖魔界（アールヴヘイム）にあるユグヴァルランド王国の姫君・アスタロッテ（通称「ロッテ」）は、夢魔族なのに大の男嫌い。しかし夢魔族は生命維持のため、ある程度以上に育つと「吸精」をしなければならないので、近いうちに男達を置いておくための後宮を構える必要があった。しかし全くその気のないロッテは、不可能だと高を括って世界樹のねじれにより行けなくなった人間界（ミッドガルド）の男を連れてくることを条件に、後宮を構えることを約束する。
一方、人間界に住む就職活動中の青年・塔原直哉は謎の女性から、うってつけの働き口があると告げられる。それを信じて付いて行った先は、異世界である妖魔界。彼女の言う働き口とは、ロッテの後宮に入ることだった。

## 登場人物

### ユグヴァルランド王国

#### ロッテ邸
アスタロッテ・ユグヴァール (Astarotte Ygvar)
声 - 釘宮理恵
134センチメートル/25キログラム・B61/W52/H64・10歳・夢魔族・通称：ロッテ
本作の主人公。ブロンドのロングヘアを、黒いリボンでツーサイドアップにまとめている。頭のやや前部中央から1本、左右のテールに各1本ずつ、それぞれ長いアホ毛がある。瞳は母譲りのライムグリーンで、ツリ目。ピンク色で先端がハート形の長い尻尾を持つ。
年齢のせいもあり、完全な幼児体形。ただし母親が巨乳であり、かつ早熟で11歳の誕生日を迎える頃にはすでに現在に近い体形になっていたことから、母親とは正反対である自分の体形（特に胸）にコンプレックスを抱いている。自分の成長が遅いのではないかと気にしていたが、最終話にてついに背中に翼が出現した。
妖魔界にあるユグヴァルランド王国の姫。ふだんは「ロッテ」と略されている（直接には「姫様」や「殿下」と呼ばれる）。母親は国王のメルチェリーダ。母親のことは好きだが、立場上あまり甘えることができないまま育ってきたせいもあり、なかなか素直にそれを表せない。
4 - 5年前、母が自分の目の前で後宮の男と性行為をしたことがトラウマとなり、夢魔族としては致命的なことに、大の男嫌いとなってしまう。さらに、王城から郊外の屋敷に引っ越し、身辺にはオラフ以外の男を置いていなかった。
性格は少々ひねくれていて素直ではないが、根は優しい（ツンデレの傾向あり）。10歳の現在でも、いまだに哺乳瓶でミルクを飲んでいる（精液の代用）。直哉とは、当初は（来るはずのない人間、しかも男性であり、そのため後宮を構える準備をせねばならなくなったせいもあり）やや関係がぎくしゃくしていたが、ユーディットの手引きにより遊園地でデートして以来、少しずつ距離が近づき始めている。今では好意のようなものも抱くようになっているが、その性格のため素直にそれを表すことができないでいる。また明日葉（異父姉）とも、初対面の時は険悪な雰囲気になったが間もなく仲直りし、それ以降は親友として仲良く接している。少なくとも明日葉とは既に他界した2人の伯母（イングヴィーダとグリエーダ）のように王位を奪い合う気配はない。
春から王立学園に通っている。王女という立場からクラスメイトたちと距離を置いていたが、明日葉が通うようになってから彼女を通じてミスト/ユナ/リュッカと親しくなり、以後はクラスに溶け込むようになっている模様。
『電撃マ王』の人気投票では65票を得て1位を獲得した。
塔原 直哉(とうはら なおや)
声 - 佐藤利奈
173センチメートル/65キログラム・23歳・人間（淫魔族？）・通称：ナオヤ
人間の男性。フリーターだったが、占い師に扮したユーディットに駅前で声をかけられて妖魔界に連れてこられ、ロッテの後宮候補となった（アニメ版では、特に変装することなく歩き回っていたユーディットが偶然に直哉の家の前を通りかかり、直哉と明日葉に出会っている）。候補の間はロッテの「おもちゃ」扱いで、月給は60万円相当の宝石。
青紫色で、ややボサボサのショートヘア。瞳も青紫色。妖魔界の人々から名前を呼ばれる際は「ナオヤ」「ナオヤ・トーハラ」と片仮名表記になる。
優しい性格で、あまり人を疑おうとしない。背も高く、童顔だが端正な顔立ちで、23歳にして既に10歳の娘（明日葉）がおり、それにまつわる過去の不思議な体験（後述するメルチェリーダとの情交）のため、妖魔界の存在もあっさり受け入れた。なお、この情交は12歳の時であり、それから3年後の15歳の時にメルチェリーダ本人から明日葉を託されたために高校を中退することとなった。それ以降、フリーターとして生計を立てながら明日葉を養育してきた。
妖魔界に来るまでは一軒家に明日葉と二人だけで暮らしていた。妖魔界に移住することを決意した際、人間界には何も絆はない、と発言しており、他の家族や親類、友人などはまったく登場していない。後に、両親は事故で他界しており、その両親も駆け落ちで結婚したため実家との縁を切っていたことが明らかになった。
下半身は童顔とは不釣り合いなほど立派なものらしく、キリクによると「馬」、ロッテによると「化け物」。ユーディットの水晶球による後宮候補の調査条件である「精力絶倫」にも適合している。優しく素直で明るい性格から、老若男女や種族を問わず平等に周囲の者を魅了している。またそのためか周囲が使い走りをさせ易いタイプらしく、ゼルダには「パシリ属性」と言われている。またユーディットには「間違いなくドM」とまで言われている。なお明日葉曰く「おっぱい星人」とのこと。
明日葉が王立学園に通うようになったのをきっかけに、自分も妖魔界について学ぶべく、週2回ながらイニとともに、しかも特例でロッテや明日葉と同じ女子校に通い始める。
また、少年時代に武道を習っていた経験があり、ブランクはあるものの本人曰く「体が覚えている」とのこと。自分からは攻撃しない、という変わった流派であるが、軍人として訓練されたシグルドのパンチを受け流して投げ飛ばしたり、街中でヘルガを襲おうとした暴漢を取り押さえたりしたことがある。
第34話（単行本第5巻に収録）にて、彼が淫魔族の血を引いている可能性があることをイニが示唆している。彼の持つ、周囲を魅了する性質もそれに関係があるのではないかとイニは推測している。
『電撃マ王』での人気投票では37票で3位となった。
塔原 明日葉(とうはら あすは)
声 - 田村ゆかり
137センチメートル/30キログラム・B62/W53/H67・10歳・人間 （夢魔族と人間とのハーフ：淫魔族の血も混じっている可能性あり）・通称：アスハ
直哉の実娘で、10歳の小学生。直哉が12歳の時の子。
漆黒（アニメでは直哉と同じく青紫）のストレートセミロングヘア。リボンで軽く留めたり、小さなツインテールを作ったりと、様々な髪形を見せる。瞳は漆黒（アニメではブルー）。妖魔界の人々から名前を呼ばれる際は「アスハ」「アスハ・トーハラ」と片仮名表記になる。
父親である直哉が大好きで、若干ファザコンの気がある。直哉をよくからかったりもするが、直哉が愚弄されると自分ことのように怒る。そのため、目の前で直哉に頭突きをしたシグルドを「（次ロッテに近づいたら）キ〇タマ蹴り潰す!!」と声を大にして言うほど恨んでいる。とりあえず夏休みの間滞在する予定で妖魔界を訪れ、後に直哉と一緒に完全に妖魔界に移住する。
天真爛漫な元気娘で、人見知りすることもなく、誰とでもすぐに仲良くなれる。ロッテとは当初直哉のことで喧嘩するも、ロッテが謝ったことで親友になる。ロッテのことは原作では「お姫様」と呼ぶが、アニメ版では仲良くなってからは「ロッテ」「アスハ」とお互い呼び捨てで呼び合うようになった。
母親は当初不明だったが、後にロッテの実母であるメルチェリーダと判明、再会を果たす。メルチェリーダがつけた名前は「アスハリート」。公式には死産と偽って発表されているメルチェリーダの初産の子で、ロッテとは“種違い”の姉妹（異父姉妹）に当たる。つまり、生まれは妖魔界であり、3歳になるまでそこで暮らしている。この期間については明日葉自身も覚えていないらしく、詳細は不明。3歳の時にメルチェリーダに連れられて人間界にやって来て、それ以来、直哉によって育てられた。なお、明日葉はロッテとの関係を知らされているものの、ロッテは知らされていない。ロッテから見ると半年年上の姉になる。なお夢魔族には「どのような種族と交わっても夢魔族の特性を100%受け継いだ子が産まれる」という種族特性があるにもかかわらず、明日葉には長いこと夢魔族に特有の身体的特徴がまったく見られなかった。しかし8巻にて背中に翼が出現、間違いなく夢魔族の血を引いていることが判明した。
パンツを穿くのがあまり好きではないようで、しばしばノーパンとなり、直哉を困らせている。
夏休み中にユグヴァルランドに移住、2学期から王立学園に通い始める。
『電撃マ王』の人気投票では42票を獲得し、ロッテに次いで2位という結果だった。
ユーディット・スノーレヴィク (Judit Snorrevík)
声 - 生天目仁美
151センチメートル/38キログラム・B76(B)/W54/H78・37歳・古妖魔族
ロッテ邸の女官長。だが邸にいるのは、直哉が来るまではオラフ以外すべて女性で、前年にオラフが引退宣言をしたため、事実上は侍従長となっている。
髪型はおでこを出したストレートショートヘアで、額の上にハート形の髪留めをつけている。髪と瞳の色は原作では金髪と灰色、アニメ版ではマゼンタ色の髪と紫色の瞳となっている。小さい眼鏡をかけている。
人間界に来て占い師に変装し、駅前で直哉に声をかけて妖魔界に連れてきた（原作での描写。アニメ版では変装しておらず、偶然に直哉の家の前を通りかかって彼と明日葉に出会った）。古妖魔（フォルンアールヴ）という種族柄か、実年齢の割に外見は若く、「あと30年は衰えるつもりはない」とは本人の弁。実はドSであり、健康診断の際に直哉に対してスイッチが入ってしまったことがある。「けっこう派手だった」若い頃に使用していたというSM調教道具の数々を、屋敷の地下倉庫にコレクションしている。メルチェリーダとは学生時代以来の古い付き合いで、現在も公の場以外では「メル」と呼び親しく付き合っている。
「派手だった」頃の名残で、下着は現在もセクシーなものを愛用している。
上記のように、何かにつけ「若い頃は派手だった」という主旨の発言をしているが、原作第4巻で実際に「10年ほど前の」派手だった頃の写真が登場した時は、写真を見ようとした直哉の目をふさぎ、写真を持っていたイニにその封印を頼んだ。本人曰く「黒歴史」とのこと。
人気投票では30票で4位という結果だった。
オラフ・フリズマール (Olav Friðmar)
声 - チョー
191センチメートル/73キログラム・78歳・妖魔族
ロッテの世話役。直哉が来るまでは、邸で唯一の男だった。ロッテが生まれた頃から仕えていて、老齢もあって男嫌いのロッテもオラフだけは平気らしい。
前年までは侍従長だったが、現在は隠居の身。よく、老人仲間で温泉旅行などへ出かける。
影が薄くなりつつあるので、登場するたびに色々と張り切ることが多い。人気投票では12位となった。
グリゼルダ・レギンハルト (Griselda Reginhard)
声 - 藤村歩
156センチメートル/47キログラム・B74(A)/W56/H81・17歳・種族不明・通称：ゼルダ (Zelda)
王国親衛師団第2特務親衛隊隊長であり、ロッテ邸の親衛隊長。階級は17歳にして少佐（なお、親衛師団の指揮系統は王国軍令部とは別）。
赤茶がかったアッシュ（アニメでは茶色）の髪ととび色の瞳で、髪は後ろで留めている。
ロッテとは13歳（ロッテが6歳）の時に出会い、その場でロッテに誘われて親衛隊に入った。それまでは師匠で養父であるアトリの家で暮らしていた。アトリに憧れており、それが高じて男性の好みが年上趣味になっている模様。
キリクとは知り合いで、2年前の士官学校卒業試験では、飛び入り参加したキリクをコテンパンに倒したことがある。
親衛隊の制服を嫌い、いつも礼服を着ている。体の成長は、既に打ち止めの模様。
パンツはいろいろとはくが、故郷では「ふんどし」だった。
種族のみならず、その生い立ちも謎が多く、詳細は明かされていない。
『電撃マ王』の人気投票では21票を獲得し、6位であった。
エルフレダ・ミルヤスドッティル (Elfleda Mirjasdottír)
声 - 堀江由衣
165センチメートル/64キログラム・B113(O)/W63/H91・22歳・乳牛魔族・通称：エフィ (Effie)
ロッテ邸のメイド長。ロッテの乳母でもある。
髪と瞳の色は原作・アニメ版ともピンク色の髪とグリーンの瞳である。通称は本来「エルフィ」であるが、幼いロッテがうまく発音できず「エフィ」と呼び続けたため、ロッテ邸では「エフィ」で定着している。
乳牛魔族の中でも特に高貴なジェルセイ種で、ロッテは生まれた時からエフィのミルクを飲んで育った。現在もロッテ邸で出されるミルクはエフィが出したもの。
種族の特徴のため、かなりの巨乳。現在も数字を伸ばしている最中だが、イルミによると「単に太っただけ」らしい。
ミストの経験による「乳牛魔族からミルクを直飲み→巨乳」の図式を信じた「貧乳に悩む2人組（ロッテとユナ）」に、続いて「ノリのいい（そして悩んではいないものの貧乳の）元気娘2人組（明日葉とリュッカ）」に「直飲み」されてしまう（さらに、十分に巨乳なミストにも直飲みされた）。
直哉に好意を抱き「いい人候補」として意識しているが、ロッテとの関係が進むまでは待とうと考えている模様。
パンツは、ドロワーズ（明日葉は「かぼぱん」と呼ぶ）を愛用している。
人気投票では15票で8位という結果だった。
クートフレダ (Cuthfleda)
声 - 鈴木美咲
146センチメートル/36キログラム・B71(AA)/W54/H73・13歳・闇妖魔族・通称：クー (Cú)
ロッテ邸に勤めるメイドの1人。闇妖魔族であり、肌の色は褐色。髪は焦茶色のショートヘアーで黒色（アニメでは緑褐色）の瞳をしている。
なぜか桃色な場面に出くわすことが多く、登場すると毎度のように赤面したり鼻血を出したりするはめになっている。
実は、闇妖魔族と妖魔族が交わってできた「まだら子（＝混血）」で、クーは肌がまだらになる代わりに肌の色が一般的な闇妖魔族より薄くなっている。ロッテ邸に来る前は奴隷商人により奴隷として売られる身であったが、辺境での奴隷売買の取り締まりのため巡回していたロッテたちに保護された。
奴隷という立場から救い出し、王族に直接奉仕するメイドという誇りある職を与えてくれたロッテやユーディットには深く感謝し、自らの意思でロッテ邸に奉公している。
パンツは、エフィと同様にドロワーズを愛用している。
人気投票ではユナと同じく10位だった。
ニナ・ヒルデブランド
ロッテ邸の親衛隊員の1人。階級は伍長。制服はB（ビキニ）タイプ。
飛竜を操ることができ、ロッテ邸と象牙の塔（当時は山奥にあった）の間を、直哉と明日葉を乗せて往復した。
元気娘で、語尾に「ッス」と付ける。
クリエート・トレイディス (Críet trédís)
イングリッド・ソルヴェイク・ソルグリムス (Ingrid Sorveig Sorgríms)

##### 象牙の塔
イングリッド・ソルヴェイク・ソルグリムス (Ingrid Sorveig Sorgríms)
声 - 斎藤千和
99センチメートル/15キログラム・B52/W50/H54・7歳・兎魔族・通称：イニ (Ini)
「大賢者ソルヴェイク」と呼ばれた父の知識を、生体魔術による移植ですべて受け継いだ、2代目の大賢者。愛称の「イニ」は明日葉が名付けた。
種族の特徴である、大きな兎耳がある。髪は紫がかった銀髪のツインテールで、瞳の色は赤。また、バニースーツの上に、サイズの大きいローブを羽織っている。
空間圧縮して持ち運びできる「象牙の塔」と呼ばれる高い塔に住んでいる。生まれて以来、ずっと山奥の僻地に住み、塔から出たことすらなかったが、直哉に「塔から出て、いろんな体験をするのは百億の知識より価値あることで、まずはロッテ邸を訪れてほしい」と提案され、その翌朝にはさっそく象牙の塔ともどもロッテ邸の庭に出現し、以後はそこで暮らしている。
優しく、また興味深い提案をした直哉に強い好意を抱き、会ったその日に唇にキスをした。また、その後すぐに直哉の愛人を自称し（ロッテを「恋人」と思っていたので「愛人」で止めたらしい）、ロッテ邸に来たのも、直哉とすぐに会える距離にいるため、と明言している。
運動は苦手で、泳いだこともない。
知識だけではなく、実体験を通して心が豊かになることを日々楽しんでいて、そのきっかけを与えてくれた直哉と明日葉には、深く感謝している。さらに経験を深めるべく、直哉とともに週2回の通学を始めた。
特殊なスーツを着用しているので、パンツははいていない。
アニメ版最終回では世界樹の魔力を研究して人間界と妖魔界へ繋がる扉を常に開けるようにした。
人気投票では22票で5位に入った。
タツオ
ゴーレム。イニの身辺の世話（掃除、洗濯、簡単な炊事など）をしている。
普通のゴーレムなので、あまり高度な作業はできない。
ソルヴェイク・オットー・ソルグリムス
先代「大賢者ソルヴェイク」にして、イニの父親。故人。亡くなる間際に生体魔術の粋を集めた施術をイニに施し、300年生きた自らの知識の全てを移植した。夜伽などの本の蒐集家でもあった。

#### リーンヒルド城
アスタロッテ・ユグヴァール (Astarotte Ygvar)
メルチェリーダ・ユグヴァール (Mercelída Ygvar)
声 - 皆口裕子
175センチメートル/65キログラム・B103(H)/W62/H95・29歳・夢魔族
ユグヴァルランドの現国王。一般には「メルチェリーダ1世」と呼ばれる。ロッテと明日葉の実母である。
ややクセのあるブロンドのロングヘア。頭頂部から長いアホ毛が2本出ている。瞳はライムグリーンで、ピンク色で先端がハート形の長い尻尾を持つ。
夢魔族であるためか「好き者」として有名で、リーンヒルド城後宮・桃薔薇館に3000人を超える美男を囲い、ほぼ毎夜のように夜伽を行なわせている。
背中の黒い翼で、空を飛ぶことができる。また「男センサー」なる能力を持っているらしく、ロッテ邸の上空から直哉の居場所を即座に探り当てた。
ユーディットとは同級生だった。直哉からは「メルさん」（アニメ版では「メルチェさん」）と呼ばれ、直哉を「ダーリン」または「ナオヤ君」と呼ぶ。
立場上、外交関係で面倒な仕事が多いため（と言っても大半は外務大臣に丸投げ）、ストレスが溜まってお忍び休暇が増えているらしい。夜の生活もマンネリ気味とのこと。
夢魔族の中でも早熟で、2巻におけるイルミのセリフによれば、10歳の身体測定時の身長は163センチメートル、胸囲は85センチメートル。4巻に登場したアルバムによると、11歳の誕生日のときには身長168センチメートル、（おそらく胸囲）92センチメートルと、現在にかなり近い姿となっている。ただし、10歳2カ月の時点ではまだ「ちょっと明日葉っぽい」程度の幼児体型であり、この10ヵ月間で一気に成長した様子。
2人の姉（イングヴィーダとグリエーダ）がおり、幼い頃はメルチェリーダともども仲がよかった。しかし、姉たちは成長に伴い周囲にそそのかされて王位を争ったあげく、互いに毒を盛って相討ちとなり亡くなっている。そのため、王位に就く心づもりなど一切なかったメルチェリーダが、図らずも王位を継承することとなった。
直哉との出会いは戴冠式を済ませたばかりの18歳の頃。執務をサボって人間界へ家出したが帰還のための魔力が足りなくなり、困っていたところを偶然出会った当時12歳の直哉少年に助けられた。その時に彼が特濃の精の持ち主であることが判明し、魔力補充のために交わった。その交わりでできた子供が明日葉である。困っていた自分を受け入れてくれ、また自分の心の傷を癒してくれた彼の優しさを忘れておらず、現在でも彼を愛している模様。
種族を問わず、国内で生計を立てる者はすべて平等とし、奴隷制度や人身売買を許さない一方で、商業や産業を積極的に奨励する善政を敷いている。
『電撃マ王』の人気投票では14票をとり、9位になった。
ウルスラ・シュマルリージ (Úrsúla Sumarliði)
声 - 甲斐田裕子
181センチメートル/69キログラム・B99(F)/W64/H93・27歳・犬魔族
王国親衛師団第1特務親衛隊隊長。階級は大佐。女性だが男性の機能も持った特殊な性別で、メルチェリーダの夜伽も務められる。エルドールの従姉であり、エルドールと同じく犬魔族であるため犬耳がある。
インゴルヴ・マグニ (Ingólfur Magni)
163センチメートル/71キログラム・69歳・妖魔族
リーンヒルド城の侍従長。恰幅のよい初老の男性。11年前、メルチェリーダが人間界を訪れた時には、既にメルチェリーダに仕えていた。
イソルド
声 - 東山奈央
メルチェリーダの夜伽選定官を務める女性。ボーっとした性格で、反応速度が遅い。「身長170センチメートルで黒髪のできるだけ耳の短い美青年・20代だけど10代にしか見えない童顔で女装が似合いそうなタイプ」という細かい指定に合った人物を選定中に潜入中の直哉を見つけ、夜伽の相手を命じ、部屋へ案内した。
シアール
故人。メルチェリーダの前正室。彼の逝去後、メルチェリーダは新しく正室を迎え入れようとしていない。
イースリンド・ユグヴァール
先代のユグヴァルランドの国王。メルチェリーダの母であり、ロッテの祖母に当たる人物。
18歳時の体型や輪郭は現在のロッテと瓜二つであったが、毎晩の夜伽はしっかりと行っていた。ロッテの体型が第二次性徴に入るのが遅いことから隔世遺伝の疑いがかけられている。
フィー
声 - 丹下桜
使い魔。人語を話すコウモリ(?)（詳細不明、少なくともその姿形をしている）。若い頃のメルチェリーダと共に人間界を訪れた。

#### 王立学園

##### 女子校
アスタロッテ・ユグヴァール (Astarotte Ygvar)
塔原 直哉(とうはら なおや)
特例でロッテや明日葉と同じ女子校に通い始める。
塔原 明日葉(とうはら あすは)
エリカ・ドラクール・ドレイプニルス (Elíka Drakul Draupnils)
声 - 後藤邑子
154センチメートル/41キログラム・B77(B)/W55/H82・15歳・吸血魔族・通称：エリカ
ドレイプニルス伯ハーコンの娘。頭頂部から、蚊取り線香のように渦巻き状になったアホ毛が出ている。
ロッテとは別のクラスだが、パーティ等で出会うことが多い。
ロッテをライバル視していて、ふだんは一見あまり仲は良くないが、年下のロッテの相談を受けたりする等、実は優しくて面倒見がよい。また、明日葉とはロッテ不在のため余った遊園地のチケットを渡して、ロッテと直哉を追跡しようと一緒に行動したことから面識があり、明日葉の学園編入後も仲は良さそうである。
血液の代用としてトマトジュースを愛飲していたが、貧血で倒れたエリカをお姫様だっこして保健室へ運んでいた直哉の首筋に直接噛みついて、初めての吸血を行った。それ以来、直哉のことを意識しているふしがある。
コウモリに変身することができるが、アホ毛と眉毛だけは、変身前と同じ状態で残っている。
人気投票では13位でドーラ、ヘルガと並んだ。
ミストルーン・アウスグリム (Místrúne Ásgrím)
声 - 松来未祐
159センチメートル/52キログラム・B91(G)/W59/H87・14歳・妖魔族・通称：ミスト
アウスグリム子爵（学芸省次官）の娘で、ロッテや明日葉と同じクラスの生徒。
ボリュームのある薄桃色のブロンドのロングヘア。後頭部に大きな赤いリボンを結んでいる。瞳も金色。
やや天然でのんびりしているがいわゆる耳年増であり、性的な知識や妄想は相当なもので、しばしばストレートな表現で友人たちを固まらせたりする。
直哉に対するお詫び（3人で袋叩きにしたこと）で、調理実習で作ったクッキーを直哉に贈ったが、その時に「殿方が喜ぶと本で読んだ」通りに、自分の脱ぎたてパンツを合わせて贈って直哉を驚かせ、同時にロッテを激怒させた。なお、その時のノーパン状態を、後に「初めての経験だが心地よかった」と語り、ノーパン仲間の一員となっている。
友人たち（ロッテ、明日葉、ユナ、リュッカ）とは一線を画す巨乳の持ち主。乳母（エッダ・ミルヤスドッティル、エフィの姉でミルヤスドッティル家の姉妹では一番の巨乳）のミルクが大好物で、12歳まで「直飲み」していた。
人気投票では20票で7位となった。
ユンビョルク・シグナル (Unnbjörg Signar)
声 - 広橋涼
156センチメートル/43キログラム・B75(A)/W56/H79・14歳・妖魔族・通称：ユナ
シグナル男爵の娘で、ロッテや明日葉と同じクラスの生徒。
青紫色のショートヘア。頭頂部にカールしたアホ毛が一束ある。瞳も青紫色。
ボーイッシュな元気娘で、怪しい恰好で学内に入った直哉に飛び蹴りを喰らわせたほど。とは言え、3人組の中では一番常識的で、暴走しがちなミストやリュッカの抑え役になることが多い。
夏に限り、スパッツを着用する時は、下にパンツははかない。夏以外には、Tバックのパンツを着用する。
人気投票ではクーと同じく10位にランクインした。また、ユナのスパッツが4票を獲得していた。
リュッカ・エイストリ (Lucca Austri)
声 - 波田野由衣
117センチメートル/26キログラム・B58/W53/H62・13歳・山小人族
北ドヴェルグ国の第三王女で、ユグヴァルランドに留学に来ている。ロッテや明日葉と同じクラスの生徒。シグナル男爵邸に居候しつつ、通学している。
栗色のショートヘア。ややツンツンした髪形になっている。頭頂部に大小2束のアホ毛がある。瞳も栗色。
ユナが女の子っぽい服を着ないため、ユナの母親によりかわいい服を着せられている。なお、故郷ではパンツをはいたことがなかったらしい。今も、時々故郷の習慣に従ってノーパンになったりする。
小柄な身体に反して、かなりの大食漢。昼食用の弁当に、三段重を持参するほど。
人気投票では1票で最下位だった。
ナーナ・リテルケット (Nana LítillKöttur)
142センチメートル/30キログラム・B71(A)/W55/H72・14歳・猫魔族
映像作品部に所属している生徒。

##### 教師
エンヤ・ニウハーレ (Enja Níuhali)
声 - 進藤尚美
169センチメートル/45キログラム・B73(AA)/W56/H82・年齢不詳・狐魔族
王立学園の学園長。学園の敷地内にある家に暮らしている。狐魔族であることを示す獣耳が頭頂部の左右についている。アトリと同じく東方出身で京言葉を話し、物腰が柔らかく常に笑顔で接する。
しかし、その裏で一部の東方出身の生徒たちとともに「マルラ神教」なる地下宗教（「男根崇拝」を主とする）の儀式を行っており、屋敷に来た男性（直哉、キリク、エルドール）を睡眠薬入りのコーヒーで眠らせ、3人の中でアレのサイズが最も良かった直哉を祭壇の前に仰向けに縛りつけた。なお、ロッテ・エリカ・ミストの3人が直哉を探しに来た際、エルドールには“可”、キリクには“不可”という札が貼られていた。
ミーナ
声 - 太田哲治
女子校舎勤務のダンス担当教師。男性だが「心は女」のため、女子校舎の担当を許可されている。
シフ・ベルタ (Sif birta)
35センチメートル/800g・B18.4/W13.1/H18.9・21歳・蝶魔族
女子校舎勤務の社会科担当教師。専門は歴史学。
瞳の中に星が散っている。

##### 男子部
ビャルケ・グライン (Bjarki Grænn)
178センチメートル/81キログラム・16歳・角魔族
サングラスを着用し、リーゼント型アフロヘアーの髪型。シグルドには「モジャ」と呼ばれている。
ほぼいつも、カトウとつるんでいる。カトウとともに、天文部部室に設置された展望室から女子校舎を覗いたり、女子校舎への不法侵入を繰り返す不良生徒。
シグルドとは展望室の存在を強制的に自白させられ、さらに数日後ドーラの下着に引っかかって文化祭のことにまつわる噂（神隠し）について話した後、意気投合している。
カトウ・ギュルショール (Kató Gullsjór)
173センチメートル/68キログラム・16歳・妖魔族
サングラスを着用し、スキンヘッドの髪型。シグルドには「ハゲ」と呼ばれている。
ほぼいつもビャルケとつるんでいて、ビャルケ同様にシグルドと意気投合している。
ニルス・ストールアンドレット（Níls Stórandlit）
128センチメートル/32キログラム・15歳・闇小人族
小柄な少年。夏休みの間、東方の忍者に弟子入りして修行し、スカートをまくれる程度の小規模な突風を発生させる「操風術」を身につけた。
ビャルケやカトウとつるみ、ロッテたちのスカートをまくり続けたが、最後にノーパン状態で女装させられていた直哉の股間を直視してしまい、3人まとめて激しいショックを受けるはめになった。
シグルド・スヴェインソン・スヴァルトヘイズ (Sigurð Sveinnsson Svarthæð)
イサドーラ・フィンスドッティル (Ísadóra Finnsdottír)
ドーラは女性だが男装してシグルドと共に男子部に通っている。

#### その他
キリク・シグヴァルディ (Kirik Sigvaldi)
182センチメートル/70キログラム・24歳・妖魔族
王国軍の大佐。しかし貴族でもなければ大した実力も実績もなく、大佐にまで上り詰めたのは上官の妻や女性上官を籠絡したため。さらなる昇進のためロッテに近づこうとするもゼルダに追い返され、懲りずに全裸マント姿で夜這いを仕掛けるが、直哉にアレのサイズで完敗した上、ゼルダに叩き出された。
エルドールのつてで、王宮の後宮（桃薔薇館）の警備長の地位に納まるが、忍び込んだ直哉を追いかける最中に明日葉の蹴りを男の急所に喰らい、名誉の負傷を負い加療中になる。その失態が元で解任され、待命中の身分になった際に王室プライベートビーチに忍び込み、開放感から全裸になるも、たまたま居合わせ、かつ全裸だったウルスラのアレのサイズに打ちひしがれた（キリクは「ネズミ」、ウルスラは「象」の絵柄で局部が隠されている）。
人気投票では16位に入った。
エルドール・エミルソン (Eldór Emilson)
183センチメートル/78キログラム・25歳・犬魔族
キリクの部下。階級は中尉。常識人であり、上官であるキリクのおかしな作戦に振り回される苦労人である。犬魔族という種族のため、犬耳がついている。ウルスラの従弟であり、彼女のことを「従姉（ねえ）さん」と呼ぶ。
イルミンガルド・スノーレヴィク (Irmingard Snorrevík)
161センチメートル/49キログラム・B84(D)/W58/H84・26歳・古妖魔族・通称：イルミ
ロッテの主治医。ユーディットの実妹で、互いに「お姉ちゃん」「イルミ」と呼び合う間柄。女の子専門の医者を自認しているので、レズ医者と言われている。
アトリ・レギンハルト (Atli Reginhard)
声 - 岸尾だいすけ
177センチメートル/62キログラム・32歳・妖魔族
ゼルダの養父にして剣術の師匠。東方出身で、袴を愛用する。涼やかな眉目の美男で、16歳にして悪龍を単身で退治したほどの剣の達人。
20歳で王国の剣術指南役を引き受けるも、2年で「教え子の男の子とのスキャンダル（表向きには病気療養）」で辞任、山奥にこもってしまう。その後、ユーディットがロッテの護衛役を依頼に行くが断り、代わりにロッテと仲良くなったゼルダを親衛隊に入れる。
スキャンダルの通り「同性愛者」であり、直哉のことを大変気に入っている。直哉の何気ない言葉に鼻血を噴いたり、直哉からもらった食べかけのブドウに興奮してむさぼり食べたり、トーナメント戦での直哉のバニー姿を見て客席で密かに鼻血を流したりしている。
フルダ
犬魔族。ロッテ邸に届ける野菜を栽培している農家の中年女性。野菜を届ける際、収穫の時に葉で切った腕の傷を直哉になめられ、赤面してしまう。
ロルフ
フルダの息子で同じく犬魔族。将来大きくなったら直哉と結婚するとフルダに表明するが、「性別を考えなさい！」と言われる。
ハーコン・ドラクール・ドレイプニルスIV世 (Hákon Drakul Draupnils IV)
191センチメートル/79キログラム・51歳・吸血魔族
ドレイプニルス伯爵家当主。エリカの父親。

### スヴァルトヘイズ国
スヴェイン・スヴァルトヘイズ (Sveinn Svarthæð)
189センチメートル/92キログラム・53歳・闇妖魔族
国王。20年にわたる闇妖魔族の部族間戦争を力で抑え、闇妖魔族初の統一国家を作り、その初代の王に就任した。「黒の覇王」と呼ばれている。
力で王になっただけに、大柄で体格がよく、豪快な性格である。豊かなひげをたくわえている。
闇妖魔族としては「融和派」の代表。
放蕩息子（シグルド）の現状を憂い、ユグヴァルランドへの留学を命じる。
ルーリック・スヴェインソン・スヴァルトヘイズ (Rúrik Sveinnsson Svarthæð)
180センチメートル/72キログラム・27歳・闇妖魔族
第1王子で、ヘルガおよびシグルドの兄。涼やかな眉目のイケメンで、横長の眼鏡をかけている。
弟のシグルドを超える女たらし。常識に欠けているところがあり、妹のヘルガにすら手を出そうとしたほど。シグルドによると「口よりも先に手が出る下種野郎」。
長らく謹慎の身であったが、王国成立後ほどなく謹慎を解かれた。
闇妖魔族としては「回顧派」で、ひそかに叛乱の下地作りを進めている。
ソルヘルガ・スヴァルトヘイズ (Þorhelga Svarthæð)
声 - 白石涼子
170センチメートル/58キログラム・B84(C)/W58/H87・23歳・闇妖魔族・通称：ヘルガ
スヴァルトヘイズ国の王女。ルーリックの妹で、シグルドの姉にあたる。国家として成立したスヴァルトヘイズを代表し、ユグヴァルランドの王都に大使として駐在することになる。
長身の美人で、冷静かつ思慮深い一方でかなり気が強いところがある。武道の心得もあるらしく、ユグヴァルランドの街中で傭兵くずれのならず者に絡まれた時には一人で複数の相手を素手で倒している。なお、シグルドによればかなりのファザコンで、これまで男性と付き合った経験はないらしい。そのため恋愛に関しては奥手。
学園祭の後のパーティーにてルーリックに襲われかかったところを助けられて以来、直哉に好意を抱いている。後に街で絡まれていたところを再び直哉に助けられ、再会を果たすが、直哉が子持ちであることを知りショックを受ける。
人気投票ではエリカ、ドーラと同じく13位にランクインした。
シグルド・スヴェインソン・スヴァルトヘイズ (Sigurð Sveinnsson Svarthæð)
声 - 吉野裕行
183センチメートル/82キログラム・17歳・闇妖魔族
第2王子で、ルーリックおよびヘルガの弟。
酒と女と喧嘩にしか興味がなく、将来を案じた父スヴェイン王により、ユグヴァルランドに留学させられる。
街でロッテとぶつかって一目ぼれ。しかし、学園が男女別であることに怒り、ラブレターを出したが「ダンスが一番上手い人」と言ったばかりに、ダンス担当教師のミーナ（身体は男だが心は女）に届けられてしまう。
粗暴ではあるが、まずラブレターを出したことからもわかるように、兄のルーリックとは違い「（本命の相手には）ちゃんと口説いてから近づく」ことにプライドを持ち、男女の恋愛には道理を弁えている。
学園での遠慮ない行動に怒ったヘルガにより、貴族の令嬢にみだりに手を出さないよう、アレに「緊箍児」と同等のリングを装着させられている。これを制御する指輪は、お目付役のドーラが指にはめている。
常にロッテの側にいる直哉を敵視しており（後宮候補であると知ったシグルドの身勝手な思い込みによる）、ロッテに告白した際にロッテと明日葉の目の前で直哉を殴り倒したが、その夜に密かにロッテを連れ出した際連れ戻しに来た直哉に掴みかかったところを、逆に投げ飛ばされた。
スヴェイン王には後継ぎの第一候補とされているが、シグルド自身は堅苦しい王位に就きたいとは思っていない。しかし、軍人やリーダーとしての自分の経験不足や、兄のリーダーとしての器を冷静に判断できるだけの能力を持っている。
アニメ版では、登場のなかったキリクの役回りの一部（ロッテに夜這いをかける等）も担当した。
人気投票では18位となった。
イサドーラ・フィンスドッティル (Ísadóra Finnsdottír)
声 - 阿澄佳奈
125センチメートル/31キログラム・B63(AA)/W56/H65・17歳・闇小人族・通称：ドーラ
シグルド王子付の侍従にして乳兄弟。
非常に小柄。右目に眼帯をつけている。
堅物な性格で、粗暴なシグルドにいつも振り回されている。女性であるが学園では男装しており、シグルドには「ペッタンコだからばれない」と言われている。
人気投票ではエリカ、ヘルガと同じく13位となった。
クリエート・トレイディス (Críet trédís)
154センチメートル/41キログラム・B85(E)/W57/H84・15歳・闇妖魔族・通称：クリエ
スヴァルトヘイズ国の市街地に住む一般庶民。実はスヴェイン王の庶子であり、ヘルガのことを「ヘルガ姉様」と呼んでいる。細身の体だが、その割に胸は大きい方である。
直哉と屋敷の使用人たちのことを調査し、それから直哉とヘルガとくっつける計画を実行するためロッテ邸に新人メイドとして潜入するが、間もなく自らの出自と潜入目的がバレてしまう。しかしユーディットの計らいでメイドの仕事を継続されることとなった。
クーと同じく「まだら子」であり、胴体部分の肌が白く、手足の部分が黒くなっており、まるでスクール水着の日焼け跡のようになっている。まだら子であるため王国内では自分の居場所がなく、母と一緒に各地を転々としていた。
まだら子の自分を偏見なく受け入れてくれたロッテ、ユーディットやゼルダ、同じまだら子のクー、自分の肌を「魅力的」と言ってくれた直哉などに深く感謝するとともに、それらの人々が楽しく暮らすロッテ邸の温かさに心を開き、名実ともにロッテ邸の忠実なメイドとなる。特に直哉にはことあるごとに抱きついており、ロッテとの関係を知った上で好意を抱いているふしがある。
パンツは「紐パン」を着用している。

### 北ドヴェルグ国
ホルテ三世
国王。リュッカの父親。
リュッカ・エイストリ (Lucca Austri)

## 地理
神々が創った世界は人間界、妖魔界、闇妖魔界など9つの世界に分かれている。遙か昔には各界にそれぞれ世界樹（ユグドラシル）が存在し、それを介して他の世界と繋がっていたと言われている。
人間界（Miðgarðr - ミッドガルド）
直哉と明日葉が元いた人間が住む世界。塔原邸の近所にある森林公園には世界樹の因子を僅かに持った樹が生えており、メルチェリーダやユーディットはその樹を通って人間界へやって来た。
人間界の大気には魔力が充満していないため、妖魔界から来た者は魔力の自然回復が出来ない。更にアニメ版では滞在しているだけで酷く消耗をきたし、イニの語るところによると妖魔界の者が生き続けることは難しいらしい。
妖魔界（Álfheimr - アールヴヘイム）
妖魔族（アールヴ）などが住む世界。最多数を占める種族である妖魔族の名を冠しているが、実際はそれ以外にも100種を越える多くの亜人種が暮らしている。
ユグヴァルランド王国、北ドヴェルグ国、スヴァルトヘイズ国などの国家が存在する他、東方には人間界の日本とよく似た風俗を持つ地域もある。
ユグヴァルランド王国（Ygvarland）
夢魔族（サキュバス）である大王スヴァンヒルト1世により建国された王国。現在はメルチェリーダ1世が国王を務める。王城はリーンヒルド城。
種族ごとに国家を形成する妖魔界にあって珍しく、多種族共栄思想を持ち数多くの種族が暮らす「種族のるつぼ」。
ロッテ邸
ユグヴァルランドの王都郊外に建つ屋敷。ロッテや塔原父娘、ユーディットたちをはじめ、本作のメインキャラクターが生活している。
元は騎士団の宿舎だった建物を急いで改装したもので、外見は武骨な印象である。
浴室は非常に広く、5人程度なら一度に入れる。
リーンヒルド城
ユグヴァルランドの王宮。メルチェリーダの居城であり、後宮（桃薔薇館）には3千人以上の美男子が囲われている。
王立学園（アカデミー）
ロッテをはじめ、王侯貴族の子女や、他国からの留学生（これも王家に連なる者や貴族の子女）などが通う。
トラブルを未然に防ぐため、男子・女子は厳然と区分されている（境界には高圧電流が流れる金属柵が設置されている）。
世界樹（ユグドラシル）
妖魔界と異界とを結ぶ扉となる大樹。現在の妖魔界にあるものは神々の最終戦争によって破壊された元の世界樹の骸（巨大な切株）より再生した新世界樹と言うべきものである。その破壊によって内部に「ねじれ」が生じ、1千年に渡って異界との繋がりは絶たれていた。葉の形状はごく一般的な木の葉形。
人間界では直哉宅の玄関に世界樹の鉢植えが存在した（第1話）が、塔原父子がユグヴァルランド王国へ移住した後は不明。
アニメ版では原作とは異なり切株は存在せず、丸い湖の中央に浮かぶ小島に生えている。樹形は円錐形、葉は三つ葉のクローバーに似た形で黄金色をしている。
北ドヴェルグ国
少数種族である山小人族（ドヴェルグ）の国。現国王はホルテ三世。山深い火山地帯に位置し、温泉の名所となっている。ユグヴァルランドとは友好関係にある。
スヴァルトヘイズ国
20年間続いた闇妖魔族の紛争を終結させ、初の闇妖魔族の統一国家を作り上げた王国。
初代及び現国王はスヴェイン王。王城はヒューレンボイエ城。
いつか黒妖魔界へ戻ることを夢見て活動する「回顧派」と、妖魔界で他種族との共存を続けようとする「融和派」に分かれている。

黒妖魔界（Svartálfaheimr - スヴァルアールヴヘイム）
闇妖魔族が住む世界。妖魔界の闇妖魔族は、元々黒妖魔界からやって来て滞在中に世界樹のねじれで元の世界に戻れなくなってしまった旅行者や客人の子孫。

## 種族
人間（にんげん / Maður）
ごく普通の人間。妖魔界からは「ミッドガルド」と呼ばれる、別次元の世界に生きる知性体を指す。
妖魔族（ようまぞく / Álfur - アールヴ）
アールヴヘイム（妖魔界）で最も多数を占める、一般的な種族。見かけや行動、能力などは人間とほぼ同じだが、耳たぶの上部がとがっているのが人間との一番の相違である。
夢魔族（むまぞく / Succubus - サキュバス）
絶滅に瀕している古代種族。とは言え、妖魔界では女王を輩出していることもあり、大きな位置を占めている。
元来、非常に「恋多き」種族であり、その相手は老若男女を問わない。また、交わった（ただし人間とは交われない）結果として生まれた子は、相手の種族にかかわらず、必ず夢魔族の性質・身体を100%受け継いだ子として生まれる。
第二次性徴の進行が非常に早い（半年から1年ほどの間に完了する）。変化は、まず翼が生え、その後に胸などの成長が起きる。
ある程度の年齢になると、他人の精液を摂取しないと命を保てなくなる。幼少時は、精液の代用としてミルクを愛飲する。
淫魔族（いんまぞく / Inccubus - インキュバス）
夢魔族の男性版に相当する古代種族。
過去に絶滅したとされるが、第34話にて人間界に逃れ其処で子孫を成したと思われる事と現存する子孫が直哉である可能性がイニの口から述べられている。
古妖魔族（こようまぞく / Forn Álfur - フォルンアールヴ）
外見は妖魔族とほぼ同じだが、その来歴は古く、夢魔族と同じく古代種族の一つとされる。高位ルーンを行使できる等、特殊能力を持つ。
かなり高齢になっても若々しい外見を保つのが特徴。
角魔族（つのまぞく / Lúður Álfur）
妖魔族と似た外見だが、額の上部左右に1対の短い角が生えている。
闇妖魔族（やみようまぞく / Nótt Álfur - ノートアールヴ）
外見は妖魔族とほぼ同じだが、皮膚が褐色なので、一目で区別できる。また、一般的な性向として、特に男性は好戦的な性格の者が多い。
長らく、部族間でのいさかいが続いていたが、スヴェイン王によりようやく統一され、闇妖魔族の国家が樹立された。
長い年月の間に妖魔族と交わる者も出たが、その結果として生まれた子は、肌に白色と褐色が混在したり、中途半端な褐色になる等の“混血児”となり、一般に「まだら子」と呼ばれる。まだら子は、通常は闇妖魔族に含まれるとされるが、実際には妖魔族・闇妖魔族の双方から（さらに他の種族からさえも）忌避・嫌悪され、ほとんどが奴隷などの最下層の労働者として働くしかない。
闇小人族（やみこびとぞく / Nótt Dvergur - ノートドヴェルグ）
闇妖魔族の一部族で、小柄なのが特徴。体格以外は、闇妖魔族とほぼ同様。
吸血魔族（きゅうけつまぞく / Vampíra - ヴァンピーラ）
いわゆる「吸血鬼」の一族。夢魔族と同じく古代種族の一つとされる。コウモリに変身することができる。
ある程度の年齢になると、他人の血を吸わないと命を保てなくなる。幼少時は、血の代用としてトマトジュースを愛飲する。
牙によって直接吸血された場合、吸われた人は吸った吸血魔族の下僕にされるという言い伝えがあるが、今ではその機能は退化している。また、異性間において直接的に吸血することは「契りを結ぶこと」と同意であるとみなされる。
乳牛魔族（にゅうぎゅうまぞく / Kýlbringa - キールブリンガ）
魔族の中でも希少とされる種族で、女性しか生まれない。また、例外なく巨乳で、若いうちから未婚でも授乳可能となる者が多く、乳母として働く者が多い。
特に「ジェルセイ種」は、その乳の質からも非常に高貴とされ、王侯貴族や富裕な家庭の乳母として働く。
外見上は、カールした角が頭の両サイドに生えているのが特徴である。
犬魔族（いぬまぞく / Varhund）
外見上は、頭の両サイドにとがった獣耳（犬耳）が生えているのが特徴。また、女性の中にはしばしば男性器を持つ者が生まれる。
犬と同様に亜種が多く、耳の大きさや形などは多種多様である。
兎魔族（うさぎまぞく / Varkanína）
うさぎのような、大きな耳が外見上の特徴。また、体格はだいたい小柄。
種族としては少数派。学者肌の者が多く、賢者と呼ばれる者が多い。研究室にこもって外出することがあまりないため、その姿を見ること自体が難しいことが多い。
山小人族（やまこびとぞく / Dvergur - ドヴェルグ）
ユグヴァルランドの北部の山中を中心に住む種族。小柄だが、体力に恵まれている。
男性は「ひげ」を生やすことが当たり前で、ひげの豊かさが女性にモテるポイントの1つとなっている。
狐魔族（きつねまぞく / Vartófa）
外見上は、頭頂部の左右にとがった獣耳（狐耳）が生えているのが特徴。ほかの種族と違い、青年期は30年近く続く。
蝶魔族（ちょうまぞく / Varvæng）
非常に小さい種族で、身長は35センチメートル前後。この種族である学園の教師・シフの背中には種族名にある蝶というよりは鳥を思わせる翼が生えているが、モブキャラクターには蝶の翅を持つ者も登場している。
猫魔族（ねこまぞく / VarKöttur）
外見上は、頭頂部の左右にとがった獣耳（猫耳）が生えているのが特徴。
人馬族（じんばぞく / ケンターレ）
半人半馬の外見を持つ種族。ユグヴァルランド建国以前に存在した妖魔族の大帝国末期に、東方より英雄王アトリに率いられて進入。帝国周辺の各種族の大移動を誘発したことによって帝国は崩壊した。
種族名は不明だが上記以外にも各種獣耳を持つ種族、ゴブリンのような容姿をした鷲鼻の種族、妖魔族と同サイズで鳥の翼と飛翔能力を持つ種族などが散見できる。

## 既刊一覧
葉賀ユイ 『ロッテのおもちゃ!』 アスキー・メディアワークス 〈電撃コミックス〉、全9巻
| 巻数 | タイトル            | 刊行日         | ISBN                   |
| ---- | ------------------- | -------------- | ---------------------- |
| 1    | ロッテのおもちゃ! 1 | 2008年2月27日  | ISBN 978-4-8402-4221-9 |
| 2    | ロッテのおもちゃ! 2 | 2008年11月27日 | ISBN 978-4-04-867437-9 |
| 3    | ロッテのおもちゃ! 3 | 2009年8月27日  | ISBN 978-4-04-868031-8 |
| 4    | ロッテのおもちゃ! 4 | 2010年2月26日  | ISBN 978-4-04-868429-3 |
| 5    | ロッテのおもちゃ! 5 | 2010年11月27日 | ISBN 978-4-04-868982-3 |
| 6    | ロッテのおもちゃ! 6 | 2011年5月27日  | ISBN 978-4-04-870492-2 |
| 7    | ロッテのおもちゃ! 7 | 2012年6月27日  | ISBN 978-4-04-886666-8 |
| 8    | ロッテのおもちゃ! 8 | 2013年2月27日  | ISBN 978-4-04-891361-4 |
| 9    | ロッテのおもちゃ! 9 | 2014年1月27日  | ISBN 978-4-04-866250-5 |

第4巻の巻末には作者の漫画デビュー作品である短編「ミラクルパンツァー」を収録している。

## テレビアニメ
2011年4月から6月まで、『アスタロッテのおもちゃ!』のタイトルで独立UHF局にて放送された。2010年10月にテレビアニメ化が発表され、2月26日にアニメ公式サイトがリニューアルされる際に現行のタイトルに変更となった。全12話。サブタイトルは全て最後に約物の名称がついたものとなっている。
2011年7月29日発売のBlu-ray第2巻に本来ステレオ仕様の所がモノラル仕様になっている音声不良が判明し、本編ディスクの無料交換を行っている

### OVA
『アスタロッテのおもちゃ! EX』。2011年9月7日発売。全1巻3話収録の外伝エピソード。明日葉の夏休みの宿題のエピソード、ゼルダとアスタロッテの出会いのエピソード、そしてテレビでは描かれなかった直哉とメルチェリーダとの出会いのエピソードが描かれる。

### スタッフ
- 原作 - 葉賀ユイ
- 監督 - 追崎史敏
- シリーズ構成 - 赤尾でこ
- 構成協力 - 新房昭之
- キャラクターデザイン・総作画監督 - 大塚舞
- 総作画監督補 - 井出直美
- ワールドビジュアルデザイナー - okama
- 美術デザイン・美術監督 - 田尻健一
- プロップデザイン - 本多美乃
- 色彩設計 - 斎藤麻由
- 撮影監督 - 濱雄紀
- 編集 - 坪根健太郎
- 音響監督 - 岩浪美和
- 音響制作 - ダックスプロダクション
- 音楽 - TWINPOWER
- 音楽制作 - ポニーキャニオン
- プロデューサー - 石黒達也、飯島直樹、菊谷隆、福田順、新宿五郎
- エグゼクティブプロデューサー - 江口聡
- アニメーションプロデューサー - 城石洋輔、小林健一
- アニメーション制作 - ディオメディア
- 製作 - アスタロッテのおもちゃ!製作委員会（ポニーキャニオン、アスキー・メディアワークス、角川書店、クロックワークス、ディオメディア、ダックスプロダクション）

### 主題歌
オープニングテーマ「天使のCLOVER」
作詞 - 大塚利恵 / 作曲・編曲 - 村上正芳 / 歌 - 愛美
エンディングテーマ「真夏のフォトグラフ」
作詞・作曲・歌 - azusa / 編曲 - azusa、t.sato & r.wat
挿入歌
「しまぱんまんのテーマ」(第6話)
作詞・作曲・編曲・歌 - azusa
「ふわとろ☆Wストロベリー」(第10話)
作詞 - 葉賀ユイ / 作曲 - azusa / 編曲 - ポニーテールリボンズ / 歌 - ロッテ&明日葉（釘宮理恵&田村ゆかり）

### 各話リスト
| 話数   | サブタイトル                 | 脚本                         | 絵コンテ          | 演出       | 作画監督                              | アイキャッチイラスト |
| ------ | ---------------------------- | ---------------------------- | ----------------- | ---------- | ------------------------------------- | -------------------- |
| 第1話  | 出会いのエクスクラメーション | 赤尾でこ                     | 追崎史敏          | 上田繁     | 井出直美 石川雅一                     | 黒星紅白             |
| 第2話  | 初めてのセミコロン           | 赤尾でこ                     | 追崎史敏          | 奥野浩行   | 日下岳史 滝吾郎                       | okama                |
| 第3話  | すれ違いのパーレン           | 雨宮ひとみ                   | 畑博之            | 吉田りさこ | 小菅和久 るたろ〜                     | 原田たけひと         |
| 第4話  | パーティーのアンパサンド     | 赤尾でこ                     | 京極尚彦          | 京極尚彦   | 徳田夢之介                            | 小梅けいと           |
| 第5話  | 交差のクォーテーション       | 赤尾でこ                     | 追崎史敏          | 間島崇寛   | 石川雅一 松本麻友子 本多美乃          | 吉井ダン             |
| 第6話  | 戸惑いのカレット             | 鴻野貴光                     | 山本靖貴          | 津田尚克   | 松本麻友子 橋口隼人                   | BLADE                |
| 第7話  | 内緒のアポストロフィ         | 鴻野貴光                     | 酒井和男          | 酒井和男   | 秋山由樹子                            | あかつきごもく       |
| 第8話  | 強気のカンマ                 | 雨宮ひとみ                   | 柳沼和良          | 大和直道   | 石川雅一 小菅和久 本多美乃            | 原田大基             |
| 第9話  | 微熱のバックスラッシュ       | 雨宮ひとみ                   | 所俊克            | 所俊克     | 半澤淳 菅井翔                         | かんざきひろ         |
| 第10話 | 隣同士のフィスト             | 鴻野貴光                     | 小俣真一 京極尚彦 | 吉田りさこ | 松本麻友子 小菅和久 本多美乃          | 左                   |
| 第11話 | 二人っきりのフルストップ     | 赤尾でこ                     | 川口理恵          | 奥野浩行   | 小池智史 滝吾郎 日下岳史              | ☆画野朗              |
| 第12話 | 空越しのアスタリスク         | 赤尾でこ                     | 追崎史敏          | 追崎史敏   | 大塚舞 井出直美                       | 葉賀ユイ             |
| EX-1話 | 幸せのナブラ                 | 赤尾でこ 雨宮ひとみ 浦野貴光 | 酒井和男 所俊克   | 所俊克     | 松本麻友子 小菅和久 井出直美 本多美乃 | -                    |
| EX-2話 | 連鎖のパラレル               | 赤尾でこ 雨宮ひとみ 浦野貴光 | 酒井和男 所俊克   | 所俊克     | 松本麻友子 小菅和久 井出直美 本多美乃 | -                    |
| EX-3話 | 11年前のオーバーライン       | 赤尾でこ 雨宮ひとみ 浦野貴光 | 酒井和男 所俊克   | 所俊克     | 松本麻友子 小菅和久 井出直美 本多美乃 | -                    |

### 放送局
| 放送地域 | 放送局             | 放送期間                | 放送日時           | 放送系列       | 備考             |
| -------- | ------------------ | ----------------------- | ------------------ | -------------- | ---------------- |
| 千葉県   | チバテレビ         | 2011年4月10日 - 6月26日 | 日曜 23:30 - 24:00 | 独立UHF局      |                  |
| 神奈川県 | tvk                | 2011年4月10日 - 6月26日 | 日曜 25:30 - 26:00 | 独立UHF局      |                  |
| 兵庫県   | サンテレビ         | 2011年4月11日 - 6月27日 | 月曜 24:00 - 24:30 | 独立UHF局      |                  |
| 埼玉県   | テレ玉             | 2011年4月11日 - 6月27日 | 月曜 25:05 - 25:35 | 独立UHF局      |                  |
| 東京都   | TOKYO MX           | 2011年4月11日 - 6月27日 | 月曜 25:30 - 26:00 | 独立UHF局      |                  |
| 京都府   | KBS京都            | 2011年4月11日 - 6月27日 | 月曜 25:30 - 26:00 | 独立UHF局      |                  |
| 愛知県   | テレビ愛知         | 2011年4月12日 - 6月28日 | 火曜 26:00 - 26:30 | テレビ東京系列 |                  |
| 日本全域 | ニコニコチャンネル | 2011年4月18日 - 7月4日  | 月曜 12:00 更新    | ネット配信     |                  |
| 日本全域 | バンダイチャンネル | 2011年4月18日 - 7月11日 | 月曜 12:00 更新    | ネット配信     |                  |
| 日本全域 | AT-X               | 2011年4月25日 - 7月11日 | 月曜 11:30 - 12:00 | CS放送         | リピート放送あり |
| 栃木県   | とちぎテレビ       | 2012年4月6日 - 6月22日  | 金曜 23:30 - 24:00 | 独立局         |                  |

#### BD / DVD
| 巻数 | 発売日         | 収録話          | 規格品番   | 規格品番   |
| 巻数 | 発売日         | 収録話          | BD         | DVD        |
| ---- | -------------- | --------------- | ---------- | ---------- |
| 1    | 2011年6月24日  | 第1話 - 第2話   | PCXG-50070 | PCBG-51840 |
| 2    | 2011年7月29日  | 第3話 - 第4話   | PCXG-50071 | PCBG-51841 |
| 3    | 2011年8月17日  | 第5話 - 第6話   | PCXG-50072 | PCBG-51842 |
| 4    | 2011年9月21日  | 第7話 - 第8話   | PCXG-50074 | PCBG-51844 |
| 5    | 2011年10月19日 | 第9話 - 第10話  | PCXG-50075 | PCBG-51845 |
| 6    | 2011年11月16日 | 第11話 - 第12話 | PCXG-50076 | PCBG-51846 |
| EX   | 2011年9月7日   | EX1話 - EX3話   | PCXG-50073 | PCBG-51843 |

## モバイルアプリ
2011年5月11日より電撃ジーズモバイル アスタロッテのおもちゃ! スライドパズルを配信中

2011年5月27日より電撃ジーズモバイル アスタロッテのおもちゃ! Wallpaper（待受け）を配信中

2011年7月01日よりゲーマーズモバイル・アニメ&ゲームきせかえにてケータイメニュー・FLASHを配信中

2011年9月20日よりカードコレクションアプリ「嫁コレ」にて録りおろしボイスを配信中

## 備考
- 本作のベースとなる世界設定は北欧神話をモチーフとしている。また、登場する固有名詞は古ノルド語からほとんど変化せずに現存する言語であるアイスランド語から多く付けているが、作者によると語感・字面を優先しというゲルマン語系言語以外から名付けたものも少なくはない[15]。